# Юровщина (Хмельницкая область)
Юровщина (укр. Юровщина) — село в Полонском районе Хмельницкой области Украины.
Население по переписи 2001 года составляло 474 человека. Почтовый индекс — 30522. Телефонный код — 3843. Занимает площадь 1,138 км². Код КОАТУУ — 6823685004.

## Местный совет
30522, Хмельницкая обл., Полонский р-н, с. Новолабунь, ул. Ленина, 1, тел. 3-15-40; 3-11-36